# Tiefbaurecht
Das Tiefbaurecht ist ein Teil des Baurechts, insbesondere des privaten Baurechts, der sich mit allen juristischen Problemen von Bauwerken und Bauleistungen beschäftigt, die unterhalb der Erdoberfläche zur Ausführung kommen oder mit dem Baugrund im Zusammenhang stehen. Deshalb spricht man oft vom "Baugrund- und Tiefbaurecht".
Gegenstand der tiefbaurechtlichen Wissenschaft sind die Probleme des Bauvertragsrechts unter Berücksichtigung der Besonderheiten des Tiefbaus, die rechtliche Behandlung des Baugrund- und des Systemrisikos sowie das baubezogene Nachbarrecht, soweit Baumaßnahmen – wie etwa das Einbringen von "Ankern" oder Mitnahmesetzungen – in Nachbargrundstücke einwirken.
Gegenstand der tiefbaurechtlichen Praxis sind die juristische Begleitung der Planung, Ausschreibung, Vergabe und Realisierung von Bauleistungen insb. für den Tunnelbau, Spezialtiefbau, Erdbau, Straßenbau, Kanalbau, Gleisbau, Wasser- und Landschaftsbau.